# Tracking error
La tracking error ou l'erreur de réplication est une mesure de risque utilisée en gestion d'actifs dans les portefeuilles indiciels ou se comparant à un indice de référence.
Elle représente l'écart type de la série des différences entre les rendements du portefeuille et les rendements de l'indice de référence.
En pratique, aucune stratégie ne peut parfaitement reproduire les rendements de l'indice de référence.